# Woodfords
Woodfords is een gehucht in Alpine County, in de Amerikaanse staat Californië. Woodfords is een zogenaamde unincorporated community, wat betekent dat ze geen eigen bestuur heeft en door het United States Census Bureau niet als afzonderlijke plek wordt erkend. Het dorp wordt voor volkstellingen en dergelijke meer tot de census-designated place Alpine Village gerekend, dat 114 inwoners telde in 2010. 
Woodfords – oorspronkelijk Brannan Springs en later Carey's Mills genaamd – werd gesticht in 1847 en is daarmee de oudste niet-inheemse nederzetting in de streek. In 1849 werd hier een postkantoor geopend en in 1860 was Woodfords gedurende enkele weken een halte op de route van de Pony Express. Deze historische pleisterplaats is erkend als California Historical Landmark #805. Sinds 1974 heeft het dorp niet langer een postkantoor.
Tegenwoordig woont er in en rond Woodfords een gemeenschap van Washo-indianen, Hung-a-Lel-Ti genaamd. Er wonen zo'n 240 indianen in Alpine County, waarvan de meeste in de buurt van Woodfords leven.